# ホワイト・バッファロー
『ホワイト・バッファロー』（原題：The White Buffalo）は、1977年制作のアメリカ合衆国の西部劇映画。
幻の巨大な白い野牛と、それを追う2人の男ワイルド・ビル・ヒコックとクレイジー・ホースとの闘いを描いたアクション映画。映画監督・脚本家のリチャード・セイル原作の小説（角川書店刊、石田善彦・訳）を作者自身が脚本を執筆。J・リー・トンプソン監督、チャールズ・ブロンソン主演。白人のビル・ヒコックと交友するクレイジー・ホースもさることながら、インディアンにとって神聖な大精霊の使いである「白いバッファロー」をクレイジー・ホースが殺そうとするという、ありえない筋立てとなっている。

## あらすじ
ワイルド・ビル・ヒコックはインディアン討伐や野牛狩りで名を馳せ、西部の英雄となったが、今では夜な夜なホワイト・バッファローの悪夢にうなされていた。ホワイト・バッファローとは、背丈3メートル、体重1500キロの巨大かつ凶暴な白い野牛のことで、人がまだ入ったことのない山奥に棲息し、たびたび白人やインディアンを脅かしていた。
ある日、ヒコックはゴールドラッシュに湧くブラック・ヒルの町へ向かう。そこで宿敵のならず者カイリーン一味と出くわすが、旧友の金鉱探しの老人ゼインの助太刀を得て難を逃れる。ヒコックはゼインと共に白い野牛を求めて旅立つ。しかし、その途中でまたもカイリーン一味の襲撃を受ける。苦戦するヒコックらを助けたのは、インディアンのクレイジー・ホースだった。
クレイジー・ホースはかつてインディアンのスー族の部族長だったが、白い野牛の襲撃で多くの部下と愛娘を失い、部族長の座を追われた。復讐に燃える彼は白い野牛の皮を娘の遺骸に捧げるため、放浪の旅に出ていたのだ。
長い戦いによる白人とインディアンとのわだかまりはそう簡単に消えることはなかったが、白い野牛を追い求めるという目的で一致した3人は一緒に旅をする。そして過酷な旅の末、ついに白い野牛の棲息地に到達した彼らは、いよいよ対決の時を迎える。

## キャスト
| 役名                                            | 俳優                       | 日本語吹替                                               |
| 役名                                            | 俳優                       | TBS版                                                    |
| ----------------------------------------------- | -------------------------- | -------------------------------------------------------- |
| ワイルド・ビル・ヒコック ジェームズ・オーティス | チャールズ・ブロンソン     | 森山周一郎                                               |
| チャーリー・ゼイン                              | ジャック・ウォーデン       | 大久保正信                                               |
| クレイジー・ホース                              | ウィル・サンプソン         | 塩見竜介                                                 |
| ポーカー・ジェニー                              | キム・ノヴァク             | 高橋ひろ子                                               |
| ジャック・カイリーン                            | クリント・ウォーカー       | 田中康郎                                                 |
| ウィンフレッド・コックシー                      | スチュアート・ホイットマン | 筈見純                                                   |
| トム・カスター将軍                              | エド・ローター             | 広瀬正志                                                 |
| エイモス・ブリッグス                            | ジョン・キャラダイン       | 伊井篤史                                                 |
| アベル・ピックニー                              | スリム・ピケンズ           |                                                          |
| キャシー・オリンジャー                          | カーラ・ウィリアムズ       |                                                          |
| ティム・ブレイディ                              | シェイ・デュフィン         |                                                          |
| ジャック・マッコール                            | マーティン・コーヴ         |                                                          |
| 不明 その他                                     |                            | 村松康雄 小滝進 沖田弘二 国坂伸 平林尚三 益海愛子 城山堅 |
|                                                 |                            |                                                          |
| 演出                                            | 演出                       | 長野武二郎                                               |
| 翻訳                                            | 翻訳                       | 鈴木導                                                   |
| 効果                                            | 効果                       | 新音響                                                   |
| 調整                                            | 調整                       | 遠西勝三                                                 |
| 制作                                            | 制作                       | ニュージャパンフィルム                                   |
| 解説                                            | 解説                       | 荻昌弘                                                   |
| 初回放送                                        | 初回放送                   | 1980年3月24日 『月曜ロードショー』                       |

※放映時のタイトルは『幻の白い魔牛襲来！ホワイト・バッファロー』。

## その他
ホワイトバッフアロー'77を造型したのわ，『キングコング'76』『エイリアン'79』『E.T.'82』『恐竜物語REX'93』を手掛けたカルロ.ランヴァルデイである。
2012年の映画『ジャンゴ 繋がれざる者』で主人公ジャンゴ（演：ジェイミー・フォックス）のかけているサングラスは、本作でチャールズ・ブロンソンがかけているものにインスパイアされている。